# Trump International Hotel and Tower (Chicago)
Trump International Hotel and Tower (Trump Tower Chicago) är en skyskrapa med lyxhotell intill Chicagofloden i Chicago i Illinois, som ägs av Donald Trump och Trump Organization. Byggnaden stod färdig 2009. Med sina 356,6 meter och 92 våningar är den Chicagos näst högsta byggnad, efter Willis Tower (tidigare kallat Sears Tower). I världen är det den 16:e högsta byggnaden.
Hotellet är ett av tre i Chicago som tilldelats fem stjärnor i Forbes Travel Guide. Restaurangen Sixteen i byggnaden är en av fem restauranger i Chicago med minst två stjärnor i Michelinguiden.

## Symbol för post-9/11
När Donald Trump lanserade byggprojektet våren 2001 var tanken att bygga världens högsta byggnad. Denna plan reviderades dock till följd av 11 september-attackerna och risken för liknande attacker. Byggnaden blev ändock en av världens högsta, och den högsta som byggts i USA sedan 1970-talet då Willis Tower stod färdigt. I Chicago Tribune 2011 beskrevs byggnaden som en symbol för post-9/11 och hur attackerna inte påverkat amerikansk arkitektur och byggandet av stora skyskrapor.
Simply by virtue of standing there—and by being the tallest American building built since the 1974 completion of Sears (now Willis) Tower—Trump confounds those who predicted after 9/11 that iconic skyscrapers would never be built again. At the same time, Trump's height—originally pegged at more than 2,000 feet but eventually scaled back to 1,362 feet—suggests that the fear spawned by the attacks did have some effect.–Blair Kamin, Chicago Tribune